# 大性豪
大性豪（原題：豪情3D、英題：Naked Ambition 2）は、2014年の香港映画。主演、チャップマン・トウ、監督はリー・コンロッ。撮影は2013年に東京でも行われ、多数の日本人、AV女優が出演している。
2003年のルイス・クー主演映画『豪情』は実話に基づいていたが、本作はまったくの創作で『豪情』とは登場人物など設定を共有していない。
2016年12月に日本版DVDがリリースされた。(劇場未公開)

## ストーリー
作家志望のチャン（チャップマン・トウ）は生活のために新聞に官能小説を書いていたが打ち切りの憂き目にあう。暇になったチャンは友人たちとアダルトビデオでも作ってみようという話になり、日本のアダルト業界へ視察の旅に出る。AVの撮影現場にも訪れたチャンたちだが、男優が足りなくなったためにチャンが代役を務めることに。チャンの演技は日本で賞賛を受け、鳩山（ジョシー・ホー）は帰国したチャンを男優としてキャスティングするため香港へ。

## キャスト
- チャップマン・トウ（杜汶澤）：ワイマン・チャン/小澤マリオ
- ジョシー・ホー（何超儀）：鳩山初代子
- ルイス・クー（古天樂）：長崎直樹（AV男優）
- 加藤鷹：加藤鷹
- 夕樹舞子：夕樹舞子
- 沖田杏梨：沖田杏梨
- 葵つかさ：淮山杞子
- 麻生希：麻生希
- 辰巳ゆい：辰巳唯
- 由愛可奈：由愛可奈
- 野村貴浩：AV男優
- 石原愛：女学生
- 深津佳乃：母親
- 松井理子：主婦
- 牧野絵里：電車の痴女
- 星月莉央：電車の痴女
- 早川りな：電車の痴女
- 青井いちご：電車の痴女
- こずえまき：電車の痴女
- 中原恭子：女幽霊
- 須藤百合：女幽霊
- 菊川麻里：女幽霊
- 及川はるな：女幽霊
- 樹林れもん：女幽霊
- 今井花菜：乱交未亡人
- 加納綾子：乱交未亡人
- 真辺ひろの：乱交未亡人